# Celina Alejandra Esteban
Celina Alejandra Esteban (Argentina, 5 de enero de 1987) es una enfermera transgénero argentina. Fue la primera mujer transgénero nombrada jefa de residentes de enfermería en un centro de salud de Buenos Aires, Argentina.

## Biografía
La discriminación en la vida de Celina empezó desde la primaria y la secundaria, donde la vio tanto de otros estudiantes como de sus profesores, ya que el nombre que aparecía en su registro de nacimiento no era con el que se identificaba, fue por esta situación que tuvo que dejar la escuela secundaria en varias ocasiones.
Fue a partir de la puesta en vigencia desde 2012 en Argentina de la Ley de Identidad de Género, que Celina logró cambiar su nombre registral, siendo la primera mujer trans en hacerlo en Ituzaingó, la zona oeste del Gran Buenos Aires, a partir de esta situación fue que pudo continuar con los estudios de secundaria sin que haya más burlas respecto a su nombre.
Su interés en la enfermería surgió por su hermana, también enfermera, e inició en el área de la salud en geriátricos dando atención a adultos mayores.

## Trayectoria
En el año 2017 se recibió de enfermería de la Escuela Superior de Enfermería Cecilia Gierson, mientras que en el año 2021 fue nombrada jefa de residentes de enfermería en el Centro de Salud No. 7 que pertenece al Hospital Santojanni de Buenos Aires, lugar al que llegó por el cupo laboral travesti-trans decretado en 2020. Sin embargo, para poder obtener este nombramiento tuvo que cumplir tres años de residencia, cubrir los requisitos necesarios para su postulación y competir contra otro compañero resultando favorecida con el 100% de los votos.

Respecto al impacto de su nombramiento en la comunidad transgénero, Celina afirma: 
no solamente es un logro personal, sino un logro colectivo para la comunidad trans. Creo que una persona trans que ve esta noticia le inspiraría y le daría fuerza para creer ‘yo también puedo.

...ese es el  mensaje que quiero dar: todas podemos. Hay muchas leyes que nos protegen y hay que hacerlas valer frente a cualquier situación de discriminación.
Además, insta a las personas a conocer los organismos donde pueden denunciar, así como las redes de contención que apoyan a las personas, ya que la identidad de género no es motivo para las faltas de respeto y quienes las cometan, deberán enfrentar consecuencias legales. 

En entrevista a un medio local, indicó que la parte jerárquica del hospital en el que fue nombrada jefa de residentes se sentían ofendidos y le complicaban las labores, realizaban notas en contra de Celina.
Estoy siendo sobreexigida por mi jefa actual, con tareas de residente y también administrativas cuando hoy en día hay una persona que se encarga de eso. Sobrecargan a todas mis compañeras y yo. Lo hacen porque quieren cansar y hacer que mis compañeras se ‘banquen la represalia’ por votarme".
En febrero de 2023, inició labores en el Hospital de Salud Mental Laura Bonaparte, mediante la Ley de Cupo Trans, al ingresar inición en el departamento de internación, donde las coordinadoras la humillaban y no le permitían ingresar a las reuniones, recibió amenazas de la directora de hospital, quien le amenazaba con rescindir su contrato. A partir de esta situación realizó denuncias a los organismos correspondientes, al Instituto Nacional contra la Discriminación, la Xenofobia y el Racismo (INADI), la plataforma Mi Buenos Aires y la fiscalía, mientras presentó testigos de los hechos ocurridos en su centro laboral; la respuesta resultó a favor de Celina por parte del ministerio de Salud y se emitió un sumario administrativo a la superiora de la enfermera, por lo que intentaron cambiar a Celina al servicio de urología a manera de represalia. Al final, la jefa de Celina fue removida de su cargo ante el respaldo de la comisión de género.
En el año 2024 Celina fue destituida de forma abrupta de su cargo en el Hospital de Salud Mental Laura Bonaparte, indica que fue a partir de defender a las pacientes trans que esto sucedió, ya que al tomar posesión el Gobierno del presidente Javier Milei comenzó a regir el Decreto de Necesidad y Urgencia (DNU) que el hospital no respetó al impactar en el personal, si se aplicó para los trabajadores del cupo laboral trans y a la ley de discapacidad, por lo que redujeron su contrato del año 2024 por uno trimestral para poder retirarla de su puesto. El 1° de marzo del mismo año, fue notificada sobre la negación para renovar su contrato, no se le notificó la prohibición de acceso al hospital de por vida por parte de la directora, sino al presentarse al edificio. 

Sobre su despido injustificado y la situación política en Argentina, Celina refiere: 
Con este Gobierno, siendo trans es casi imposible hoy encontrar trabajo. No se cómo voy a subsistir.

...el Gobierno de Javier Milei atenta contra las diversidades, el INADI y contra todas las leyes que nos protegen.

## Atención a la comunidad trans
A través del trabajo con personas del colectivo travesti trans que ejercen la prostitución, Celina propuso integrarlas de a poco en el sistema de salud para atender no solo enfermedades de transmisión sexual, sino también, para realizarles controles de salud que incluyeran odontología, métodos anticonceptivos, laboratorios, etcétera.
Una de las propuestas de apoyo por parte de Celina hacia la comunidad trans radica en crear inclusión en el centro de salud que atiende, para que los pacientes no sufran discriminación ni maltrato por el personal debido a su nombre registral respecto a aquel con el que se perciben, también presentó un proyecto vinculado con las personas trans y la perspectiva de género en salud, a partir del cual se realizaría la hormonización, además de testeos rápidos de enfermedades de transmisión sexual y talleres de educación.
Otra de sus propuestas radica en la apertura de un consultorio de hábitos saludables para el autocuidado de enfermedades crónicas no transmisibles y educación sexual integral acompañada de contención para quienes no tienen el apoyo de sus familias.

## Legado
A partir de que Celina tomara notoriedad, otras personas trans se han puesto en contacto con ella para recibir recomendaciones: 
Por las redes se comunican conmigo y me gusta poder ayudarlas, dar un consejo. Me preguntan mucho como hacer el cambio de DNI. Lo tomo con mucha responsabilidad.
Por su parte, la senadora provincial Marta Alicia Pérez presentó un proyecto para declarar a Celina como personalidad destacada bonaerense.